# Aeroporto Internacional de Samarinda
O Aeroporto Internacional de Samarinda é o principal aeroporto que serve a Daerah Tingkat 2 Kotamadya de Samarinda na DaTi 1 Provinsi de Kaltim. E o aeroporto novo, substitui o Aeroporto internacional SRI.
A instalação foi construída em pequena aldeia, Sungai Siring. Porque de sua localização nesta aldeia, o aeroporto é também conhecido localmente como Aeroporto Sungai Siring.
Tem capacidade para transportar 5 milhões de passageiros ao ano e é empresa principal para Kaltim Airlines. Seu terminal aéreo foi desenhado pelo PT Waskita Karya.